# مطالعات اینترنت
مطالعات اینترنت به معنی مطالعهٔ رشته‌های مختلف علمی نظیر رشته‌های اجتماعی، روانشناسی، آموزشی، سیاسی، فنی، فرهنگی، هنری و دیگر ابعاد اینترنت است؛ همچنین این موضوع با فناوری اطلاعات و ارتباطات در ارتباط است؛ امروزه این موضوع در بین رشته‌های دانشگاهی به‌صورت چشم‌گیری در حال رواج است.
در سال‌های اخیر، مطالعات اینترنت به‌صورت رسمی به‌عنوان یک رشتهٔ تحصیلی در بسیاری از موسسه‌های آموزش عالی نظیر دانشگاه آکسفورد، دانشگاه هاروارد، مدرسه اقتصاد لندن، دانشگاه کرتین، دانشگاه برندایس، کالج اندی‌کات، دانشگاه عبری اورشلیم، دانشگاه ایالتی آپالاچی و دانشگاه مینه‌سوتا وجود دارد.
حوزه‌های مرتبط با مطالعات اینترنت نام‌های متفاوتی دارند ازجمله این نام‌ها «اینترنت و جامعه»، «شبکه یا جامعه مجازی»، «فرهنگ دیجیتال»، «رسانه مدرن» یا «رسانه همگرا» یا «مدرسه‌های مرتبط با اطلاعات» هستند؛ علاوه بر این حوزه‌ها، برنامه‌های مرتبط با مطالعات اینترنت نیز وجود دارند مثل «رسانه‌های در حال انتقال» در مؤسسه فناوری ماساچوست (یا به لاتین MIT)
تحقیقات انجام شده حاکی از آن است که مطالعات اینترنت به مطالعات فرهنگ‌سایبر، تعامل انسانی-رایانه‌ای و مطالعات علوم‌وفناوری مرتبط است.
تعدادی از مجلات علمی، منابع مرکزی در خصوص انتشار تحقیقات راجع به مطالعات اینترنت به‌شمار ‌می‌روند، از قبیل مجلات Bad Subject، First Monday ،Ctheory، M/C و مجلهٔ Triplec که این ژورنال مربوط به یک شبکه اجتماعی مطلوب است، همچنین‌اند مجله‌‌های Fiberculture Journal و Teknokaltura  و تحقیقات در زمینهٔ مطالعات اینترنت در زمینه‌های گوناگونی در حال انجام است.
اینترنت و جامعه زمینه‌ای تحقیقاتی است که رابطهٔ بین اینترنت و جامعه را نشان می‌دهد؛ به‌طور مثال نشان‌دهنده این است که جامعه چگونه اینترنت را تغییر داده است یا اینترنت چگونه جامعه را شکل می‌دهد.
مسائلی از جامعه که با اینترنت در ارتباط است مدت‌هاست که مورد توجه قرار گرفته‌اند؛ از زمان پیدایش شبکه جهانی اینترنت. این موضوع را می‌توان از مجلات و روزنامه‌ها دریافت که مطالب بسیاری از قبیل عشق‌ اینترنتی یا مجازی، تنفر مجازی، وب ۲٫۰، جرایم مجازی، سیاست‌های فضای مجازی، اقتصاد در فضای اینترنت و... را منتشر می‌کنند. در واقع بحث اینترنت و جامعه اصول تحقیقات راجع به مطالعات اینترنت را فراهم می‌کند.

## موضوعات مورد بررسی
موارد مرتبط با مطالعات اینترنت شامل موارد زیر زیر است:
- ارتباط به وسیله رایانه: مانند نقشی که ایمیل، شبکه‌های اجتماعی، بازی‌های آنلاین، گفت‌وگوهای آنلاین، وبلاگ، و پیام‌ها ایفا می‌کنند.
- حقوق دیجیتال: از قبیل حریم خصوصی،آزادی بیان، حقوق مربوط به اموال و مدیریت حقوق دیجیتال.
- کسب و کار و اقتصاد دیجیتال
- معماری اینترنت: شامل برنامه‌های زیرساختی و معماری اینترنت، مانند تی سی پی، آی پی، اچ‌تی‌ام‌ال، سی‌اس‌اس، دی‌اام، پی‌اچ‌پی.
- فرهنگ اینترنت: اصطلاحات عامیانه اینترنتی، فرهنگ سایبر و موسیقی‌های دیجیتالی.
- امنیت اینترنت: از قبیل ساختار و انتشار ویروس‌ها، بدافزارها، و به‌کارگیری نرم‌افزار، همچنین روش‌های پیشگیری از قبیل آنتی‌ویروس‌ و فایروال‌.
- ارتباطات آنلاین: وبلاگ‌ها و بازی‌های آلاین.
- نرم‌افزارهای منبع‌باز:تمرکز بر توانایی کاربران اینترنت به‌منظور تغییر، پیشرفت و ارتقای بخشی از یک نرم‌افزار که به‌صورت رایگان دراختیار عموم قرار گرفته‌است.
- جامعه‌شناسی اینترنت:شامل پیامدهای اجتماعی اینترنت، شبکه‌های اجتماعی جدید، جامعه آنلاین یا ارتباطات مجازی، اثر متقابل جامعی در اینترنت.
- مطالعات تکنولوژی:چرایی و چگونگی فناوری دیجیتال.

## تاریخچه
به گفته باری ول من، مطالعات اینترنت با انتشار "نتورک نیشن" به تحقیقات ورود پیدا کرد، همچنین مورد توجه بسیاری از دانشمندان رایانه‌ای و محققان تجارت قرار گرفت. در اواخر دهه 1990 توجه بیشتری به سمت بررسی سیستماتیک کاربران و اینکه کاربران چگونه از فناوری‌های مدرن استفاده میگنند، متمرکز شد.
در طول سال 1990 انتشار بسیار سریع دسترسی به اینترنت مورد توجه بسیاری از علوم اجتماعی قرار گرفت.

## سازمان‌های علمی مرتبط
- انجمن فناوری ااطلاعات وعلوم آمریکا.
- انجمن جامعه‌شناسی آمریکا در بخش ارتباطات و فناوری اطلاعات.
- انجمن پژوهشگران اینترنت.
- انجمن روزنامه‌نگاری و ارتباطات جمعی، بخش ارتباطات و فناوری.
- انجمن ماشین آلات کامپیوتر.
- انجمن مطالعات و فناوری اروپا.
- انجمن ارتباط بین‌المللی بخش ارتباطات و فناوری.
- انجمن بین‌المللی رسانه و پژوهش ارتباطات.
- انجمن ملی ارتباطات بخش ارتباط انسانی و فناوری.